# Huis Sleeswijk-Holstein-Sonderburg-Glücksburg

Wapen van het huis

Het huis Sleeswijk-Holstein-Sonderburg-Glücksburg (Deens: Slesvig-Holsten-Sønderborg-Lyksborg, Duits: Schleswig-Holstein-Sonderburg-Glücksburg) is een linie van het Huis Oldenburg die is begonnen met Christiaan III van Denemarken, waartoe de koninklijke huizen van Denemarken, Noorwegen, het Verenigd Koninkrijk en het afgezette koninklijke huis van Griekenland behoren.
Deze specifieke linie kwam tot stand met de heersers van Sleeswijk-Holstein-Sonderburg-Beck. De laatste hertog uit dit huis ontving de titel hertog van Glücksburg en breidde zo zijn bezit uit en veranderde zijn dynastieke naam in Sleeswijk-Holstein-Sonderburg-Glücksburg. Deze ging door het leven als Frederik Willem van Sleeswijk-Holstein-Sonderburg-Glücksburg, die getrouwd was met Louise Caroline van Hessen-Kassel, kleindochter van koning Frederik V van Denemarken.
Noch de hertogen van Beck noch deze van Glücksburg waren soeverein heersers - zij hielden hun land als heerlijkheid onder het veel invloedrijkere groot Duits adellijke huis, de soeverein heersers, hertogen van Sleeswijk en Holstein - de koningen van Denemarken en (voor 1773) de hertog van Holstein-Gottorp.
Christiaan, de vierde zoon van hertog Frederik Willem, werd door de kinderloze koning Frederik VII van Denemarken gekozen als troonopvolger en als kroonprins bevestigd. Deze Christiaan was getrouwd met een nicht van koning Frederik VII, Louise van Hessen. Hij werd op 15 november 1863 als Christiaan IX tot koning gekroond. Willem, tweede zoon van Christiaan, werd net wat vroeger, op 30 maart 1863 gekozen tot Koning der Hellenen om de afgezette koning uit het Huis Wittelsbach Otto I van Griekenland op te volgen; hij nam de naam George I aan. Christiaan IX's oudste zoon, Frederik werd later zijn opvolger als Frederik VIII. Christiaan IX beleefde tijdens zijn leven nog de gebeurtenis dat zijn kleinzoon Carl, tweede zoon van kroonprins Frederik, koning van Noorwegen werd op 18 november 1905 als Haakon VII van Noorwegen. Christiaan IX's dochter Alexandra van Denemarken trouwde met Edward VII van het Verenigd Koninkrijk en dochter Dagmar van Denemarken (welke na haar huwelijk door het leven ging als Maria Fjodorovna), trouwde met Alexander III van Rusland. Dit betekende dat in 1914 koning Christiaan IX van Denemarken via verwantschap bijna met alle grote vorstenhuizen van Europa verbonden was, wat ook wel kon gezegd worden van koningin Victoria van het Verenigd Koninkrijk.

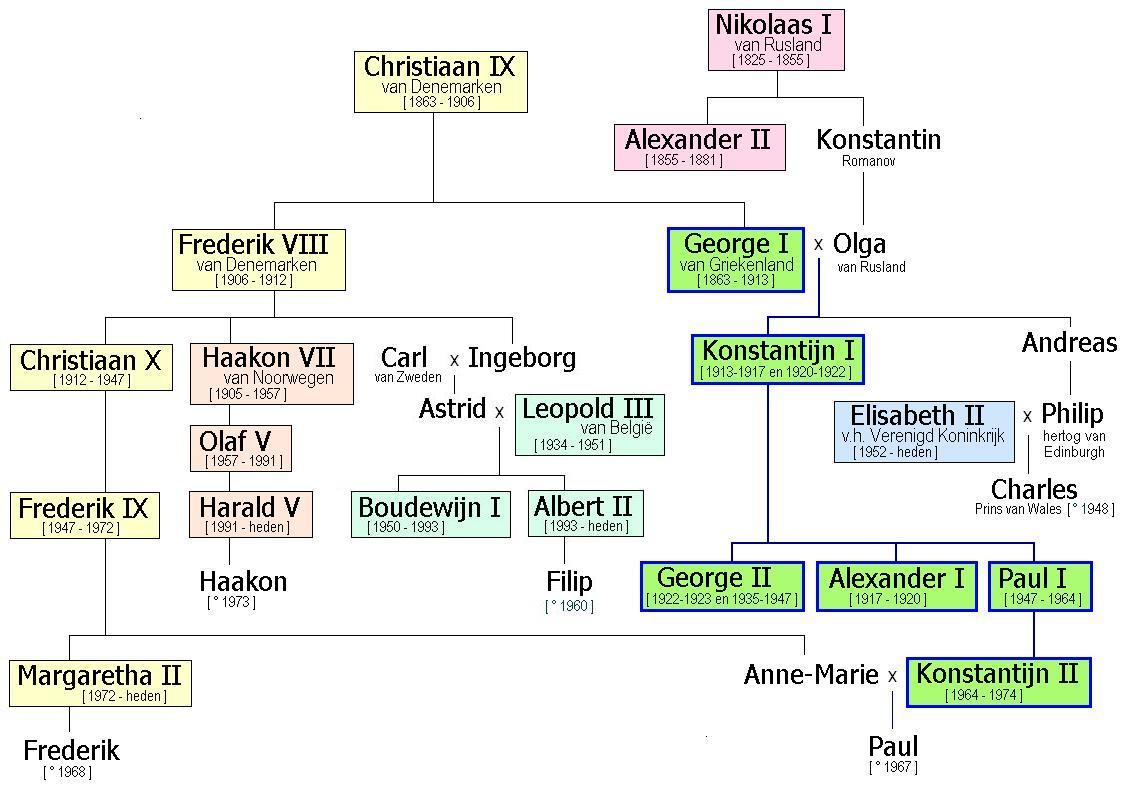
Het huis en hun familiebanden met andere Europese vorstenhuizen

## Koningen van Denemarken, (1863-heden)
- Christiaan IX van Denemarken (1818–1906, regeerde van 1863–1906).
- Frederik VIII van Denemarken (1843–1912, regeerde van 1906–1912).
- Christiaan X van Denemarken (1870–1947, regeerde van 1912–1947).
- Frederik IX van Denemarken (1899–1972, regeerde van 1947–1972).
- Margrethe II van Denemarken (1940–, regeerde van 1972–2024).
- Frederik X van Denemarken (1968–, regeert sinds 2024).

## Koningen van Noorwegen, (1905-heden)
- Haakon VII van Noorwegen (1872–1957, regeerde van 1905–1957).
- Olaf V van Noorwegen (1903–1991, regeerde van 1957–1991).
- Harald V van Noorwegen (1937–, regeert sinds 1991).

## Koningen van het Verenigd Koninkrijk, genaamdMountbatten-Windsor(2022-heden)
- Charles III van het Verenigd Koninkrijk (1948–, regeert sinds 2022).

## Hertogen vanGlücksburg(1825-1931), daarna vanSleeswijk-Holstein(1931-heden)
- 1816-31 Frederik Willem van Sleeswijk-Holstein-Sonderburg-Glücksburg
- 1831-63/78 Karel van Sleeswijk-Holstein-Sonderburg-Glücksburg
- 1863-66/85 Frederik II van Sleeswijk-Holstein-Sonderburg-Glücksburg
- 1885-1934 Frederik Ferdinand Sleeswijk-Holstein-Sonderburg-Glücksburg-Oldenburg, vanaf 1931 Hertog van Schleswig-Holstein
- 1934-65 Willem Frederik van Sleeswijk-Holstein-Sonderburg-Glücksburg
- 1965-80 Peter van Sleeswijk-Holstein-Sonderburg-Glücksburg
- 1980- Christoffel van Sleeswijk-Holstein (geboren in 1949)
- Vermoedelijk opvolger: Frederik Ferdinand, Kroonprins van Schleswig-Holstein (geboren in 1985)

## Huidig titulair, Koningen der Hellenen (Griekenland) 1863-1973
- 1863-1913: George I
- 1913-1917: Constantijn I
- 1917-1920: Alexander I
- 1920-1922: Constantijn I (opnieuw)
- 1922-1923: George II
- 1935-1947: George II (opnieuw)
- 1947-1964: Paul I
- 1964-1974: Constantijn II